# Вулканізм на Марсі

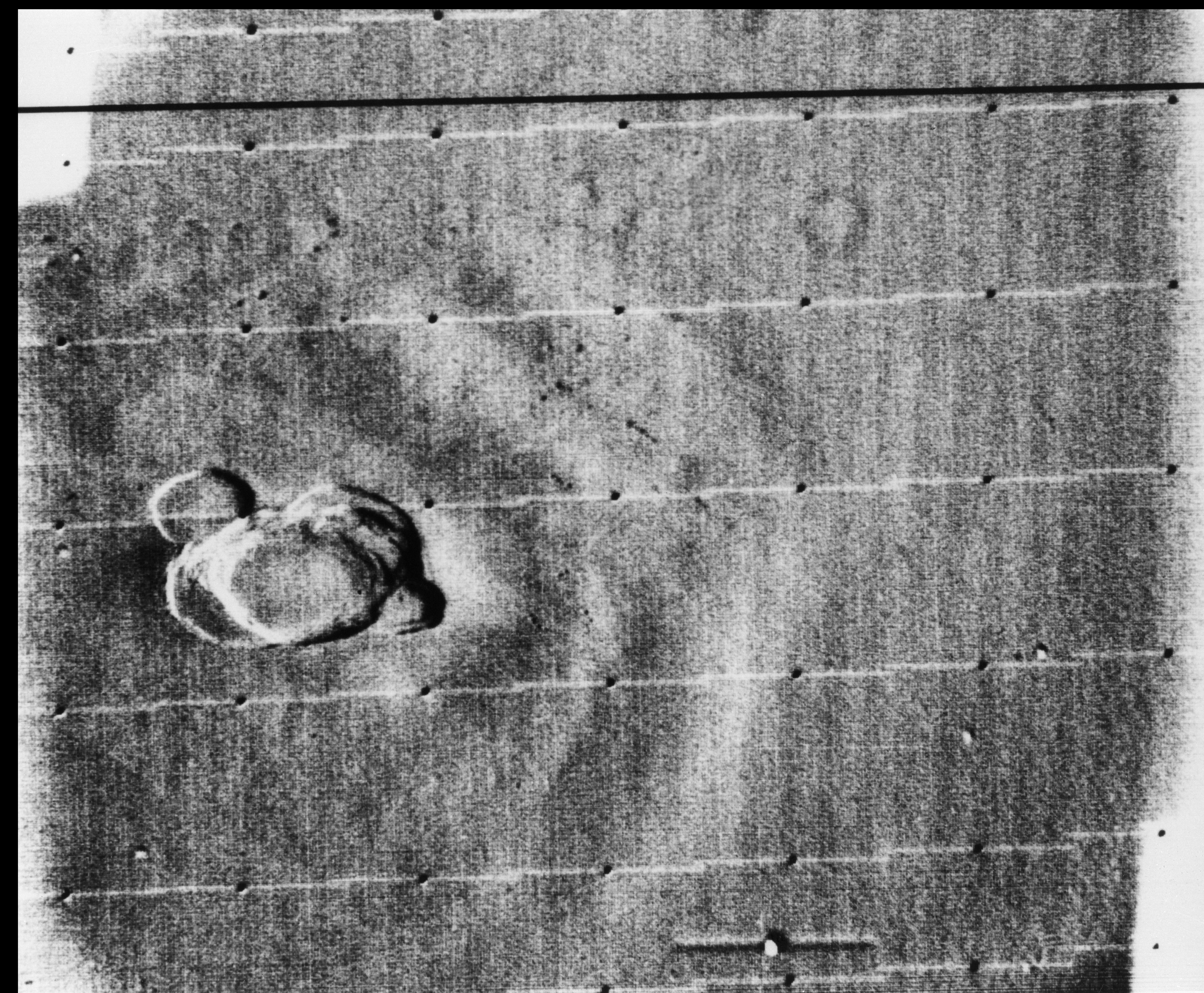
Знімок Ascraeus Mons, виконаний космічним апаратом Марінер-9. Це — один з перших знімків, які засвідчили існування на Марсі великих вулканів.

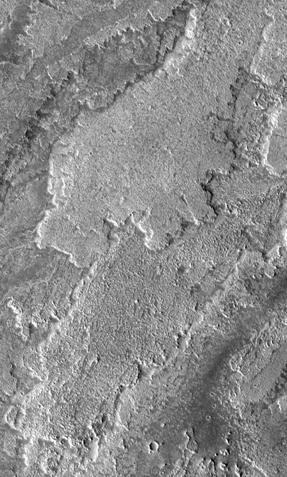
Знімок лавових потоків, виконаний камерою THEMIS. Зверніть увагу на лопатеподібну форму країв.

Вулканічна активність (вулканізм) зіграла значну роль у геологічній еволюції планети Марс. Починаючи з місії космічного апарата Марінер-9 1972 року науковцям було відомо, що вулканічні деталі покривають значну частину поверхні Марса. До цих деталей належать масштабні лавові потоки, неосяжні лавові рівнини та найбільші з усіх відомих вулканів у Сонячній системі. Вік марсіанських вулканічних деталей варіюється від часів нойського (>3.7 мільярда років) до пізнього амазонського періоду (<500 мільйонів років), що свідчить про те, що вулканічна активність на планеті була наявною протягом усієї її історії, а окремі дослідники висловлюють припущення, що така активність присутня на планеті й досі. Як Земля так і Марс є великими, диференційованими планетами, утвореними зі схожих хондритних матеріалів. Чимало магматичних процесів, що відбуваються на Землі, також відбувалися й на Марсі; окрім того, композиційно планети є достатньо подібними одна до одної, аби можна було застосовувати одні й ті ж назви до їхніх магматичних гірських порід та мінералів.
Вулканізм — це процес, протягом якого магма із внутрішніх шарів планети піднімається крізь кору та вивергається на поверхню. Вивержені речовини складаються із розплавлених порід (лави), гарячих фрагментованих дрібнозернистих уламків (тефра або попіл), а також газів. Вулканізм — це основний спосіб, у який планети вивільнюють своє внутрішнє тепло. Вулканічні виверження продукують характерні форми рельєфу, типи гірських порід та географічний рельєф, які усі разом дають змогу дізнатися більше про хімічний склад, термальний стан та історію внутрішніх шарів планети.
Магма — це складна, дуже гаряча суміш із розплавлених силікатів, кристалів у стані суспензії та розчинених газів. Найімовірніше, магма на Марсі піднімається вгору в той же спосіб, що й на Землі. Вона піднімається вгору крізь нижчі шари кори у діапірних тілах, що мають меншу густину, аніж навколишні породи. Під час підняття магма зрештою досягає регіонів із низькою густиною. Коли густина магми відповідає густині породи, в якій вона перебуває, плавучість нейтралізується і магматичне тіло зупиняє свій рух. У цій точці з нього може утворитися магматична комора. Далі магма може продовжувати свій рух, але вже в боки, утворюючи мережу дайок та сіллів. Врешті-решт магма може охолонути та затверднути, формуючи інтрузивні магматичні тіла (плутони). За оцінками геологів, близько 80 % магми, що генерується Землею, зупиняється в її корі й так і не досягає поверхні.

Схематичні діаграми, що демонструють принципи, які лежать в основі фракційної кристалізації в магмі. Під час охолодження, композиція магми змінюється, оскільки з розплавленої суміші кристалізуються різні речовини. 1: кристалізується олівін; 2: кристалізуються олівін та піроксен; 3: кристалізуються піроксен та плагіоклаз; 4: кристалізується плагіоклаз. Внизу магматичного резервуара утворюється кумулятивна порода.

У процесі підняття та наступного охолодження магма зазнає багатьох складних та динамічних композиційних змін. Важчі мінерали можуть кристалізуватися та осісти на дні магматичної комори. Магма може також асимілювати частини тієї породи, в якій вона перебуває, або ж змішуватися з іншими порціями магми. Ці процеси змінюють хімічний та мінеральний склад розплавленої суміші, тож будь-яка магма, що дістається поверхні, може мати зовсім інший хімічний склад, аніж батьківський розплав. Магму, що змінилася в такий спосіб, називають такою, що «еволюціонувала», аби відрізнити її від «примітивної» магми, яка за своїм складом є досить близькою до свого джерела у мантії (див. диференціація магми та фракційна кристалізація). Магма, що еволюціонувала більшою мірою, зазвичай складається із кислих гірських порід, збагачених кремнієм, летючими речовинами та іншими легкими елементами, які й відрізняють цей тип магми від багатої на залізо та магній (мафічної) примітивної магми. Ступінь та обсяг, до яких еволюціонує магма з плином часу, свідчать про рівень внутрішнього тепла планети, а також її тектонічної активності. Континентальна кора Землі утворена з гранітних порід із магми, що еволюціонувала; ці породи утворилися в результаті численних епізодів магматичної переробки. Магматичні породи, що еволюціонували, значно менш поширені на холодних, мертвих космічних тілах, таких як Місяць. Марс, розмір якого перебуває десь посередині між розмірами Землі та Місяця, має також середній рівень магматичної активності.
На менших глибинах у корі планети літостатичний тиск на магматичне тіло зменшується. Зменшений тиск може спричинити вивільнення газів (летких елементів), таких як діоксид вуглецю та водяна пара, у формі піни із газових бульбашок. Нуклеація бульбашок спричинює швидке розширення та охолодження навколишнього розплаву, утворюючи склоподібні осколки, які при вибуховому виверженні потрапляють на поверхню у формі тефри (їх ще називають пірокластами). Дрібнозерниста тефра широко відома під терміном «вулканічний попіл». Те, чи виверження вулкана має вибуховий характер, чи виверження відбувається експансивно у формі лави, що тече, залежить від композиції розплаву. Кисла магма андезитного та ліпаритного складу має більшу схильність до вибухового виверження. Така магма є дуже в'язкою (густа та клейка) та багатою на розчинені гази. Мафічна магма, з іншого боку, має низький вміст летких елементів і зазвичай виходить на поверхню під час експансивного виверження у формі базальтових лавових потоків. Однак це лише узагальнення. Наприклад, якщо магма увійде в несподіваний контакт із підземними чи поверхневими водами, може відбутися потужне виверження у формі парового вибуху, яке ще називають гідромагматичним (фреатомагматичне або фреатичне) виверженням. Крім того, виверження магми може відбуватися по-різному на планетах із різними внутрішніми композиціями, атмосферами та гравітаційними полями.

## Відмінності у вулканічних явищах Землі та Марса

Планета Марс — леткі гази (марсохід «К'юріосіті», жовтень 2012)

Найбільш типовою формою вулканізму на Землі є базальтовий вулканізм. Базальт — це екструзивна магматична гірська порода, утворена внаслідок часткового плавлення верхньої мантії. Базальт багатий на такі мафічні мінерали, як залізо та магній, та має зазвичай темно-сірий колір. Найпоширенішим різновидом вулканізму на Марсі є, майже напевне, теж базальтовий. На Землі базальтова магма зазвичай вивергається у формі надзвичайно текучих потоків, які з'являються або прямо з вулканічних отворів, або ж утворюються внаслідок злиття розплавлених згустків при основі лавових фонтанів (гавайське виверження). Ці ж явища поширені й на Марсі, однак слабша гравітація та атмосферний тиск на Марсі сприяють швидшій нуклеації газових бульбашок (див. вище), а також це може відбуватися на більших глибинах, аніж на Землі. Як наслідок, марсіанські базальтові вулкани також здатні вивергнути значну кількість попелу в процесі плініанського виверження. Під час плініанського виверження попіл потрапляє в атмосферу, формуючи величезну конвективну колону (хмару). Якщо до цього процесу залучена недостатня частина атмосфери, колона може зруйнуватися, утворивши пірокластичні потоки. Плініанські виверження є рідкісними у випадку базальтових вулканів на Землі, де вони зазвичай асоціюються із андезитовою або ліпаритовою магмою (напр., Сент-Хеленс).
Оскільки слабша гравітація Марса генерує менші сили плавучості, що діють на магму під час її просочування крізь кору, магматичні комори, з яких живляться вулкани на Марсі, вважаються значно глибшими та більшими аніж ті, що на Землі. Якщо магматичне тіло на Марсі має дістатися достатньо близько до поверхні для того, щоб відбулося виверження перед тим, як магма затвердне, це тіло повинне бути великим. Відповідно, виверження на Марсі відбуваються значно рідше, ніж на Землі, однак, якщо вже відбуваються, то вони завжди є неймовірно масштабними і виверження має дуже велику швидкість. Дещо парадоксально, але нижча гравітація на Марсі сприяє видовженню та більшому поширенню лавових потоків. Лавові виверження на Марсі можуть бути немислимо об'ємними. Нещодавно описали гігантський лавовий потік у західній частині Elysium Planitia — потік розміром із Орегон. Вчені припускають, що він утворювався бурхливо, протягом декількох тижнів, і вважають його одним із наймолодших лавових потоків на Марсі.

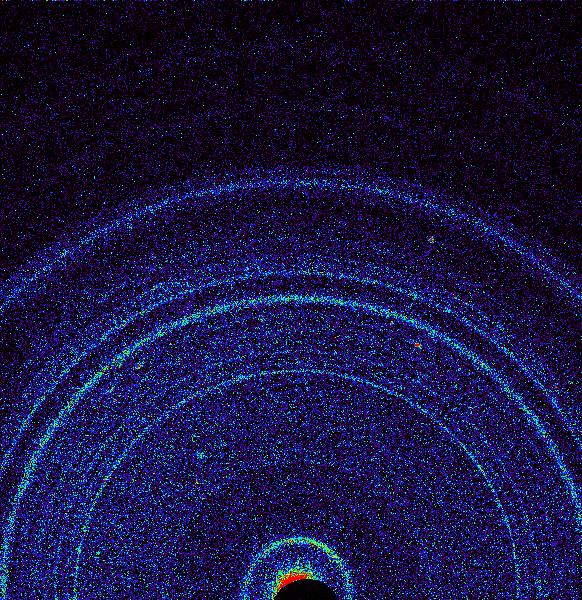
Перший рентгеноструктурний аналіз марсіанського ґрунту — аналіз, виконаний приладом CheMin, виявив мінерали (зокрема, польовий шпат, піроксени та олівін), що свідчать про склад, подібний до «вивітрених базальтових ґрунтів» гавайських вулканів (марсохід «К'юріосіті» у місцевості «Rocknest», 17 жовтня 2012 р.).

Тектонічне розташування вулканів на Землі та на Марсі дуже відрізняються. Більшість активних вулканів на Землі перебувають у видовжених, лінійних ланцюгах вздовж меж тектонічних плит, або в тих місцях, де літосфера розтягується, відокремлюючи плити одна від одної (дивергентна границя), або там, де вона піддається повторній субдукції в мантію (конвергентна границя). Оскільки на Марсі зараз відсутня тектоніка плит, вулкани не відображають такого глобального візерунка, як на Землі. Марсіанські вулкани більш відповідають тим земним вулканам, що перебувають всередині плит, таким як ті, що на Гавайських островах, які, як вважається, утворилися від статичного мантійного плюму (див. гаряча точка.) Зразкову тефру із шлакового конуса вулкана на Гаваях видобули для використання як відповідника марсіанського реголіту під час досліджень (починаючи з 1998 року).
На найбільші та найбільш підозрілі вулкани на Марсі можна натрапити у вулканічних провінціях Tharsis та Elysium. Ці вулкани напрочуд подібні до щитових вулканів на Землі. Вони мають такі ж схили з малим нахилом та кальдери на вершинах. Основна відмінність між марсіанськими та земними щитовими вулканами — це їхні розміри: марсіанські щитові вулкани — просто колосальні. Наприклад, найвищий вулкан на Марсі, Olympus Mons, сягає 550 км у діаметрі та 21 км у висоту. Він майже у 100 разів більший за об'ємом, ніж Мауна-Лоа на Гаваях — найбільший щитовий вулкан на Землі. Геологи вважають, що однією з причин того, що вулкани на Марсі можуть досягати таких розмірів, є те, що на планеті відсутня тектоніка плит. Марсіанська літосфера не ковзає по верхній мантії (астеносфері), як це відбувається на Землі, тож лава зі стаціонарної гарячої точки може накопичуватися в одному місці на поверхні протягом мільярда років, а то й довше.
17 жовтня 2012 р. марсохід «К'юріосіті» на планеті Марс, у місцевості «Rocknest», виконав перший рентгеноструктурний аналіз марсіанського ґрунту. Результати, отримані приладом CheMin марсохода виявили наявність декількох мінералів, зокрема, польового шпату, піроксенів та олівіну, та дозволили припустити, що марсіанський ґрунт має склад, що нагадує «вивітрені базальтові ґрунти» гавайських вулканів.

## Вулканічна провінція Тарсис

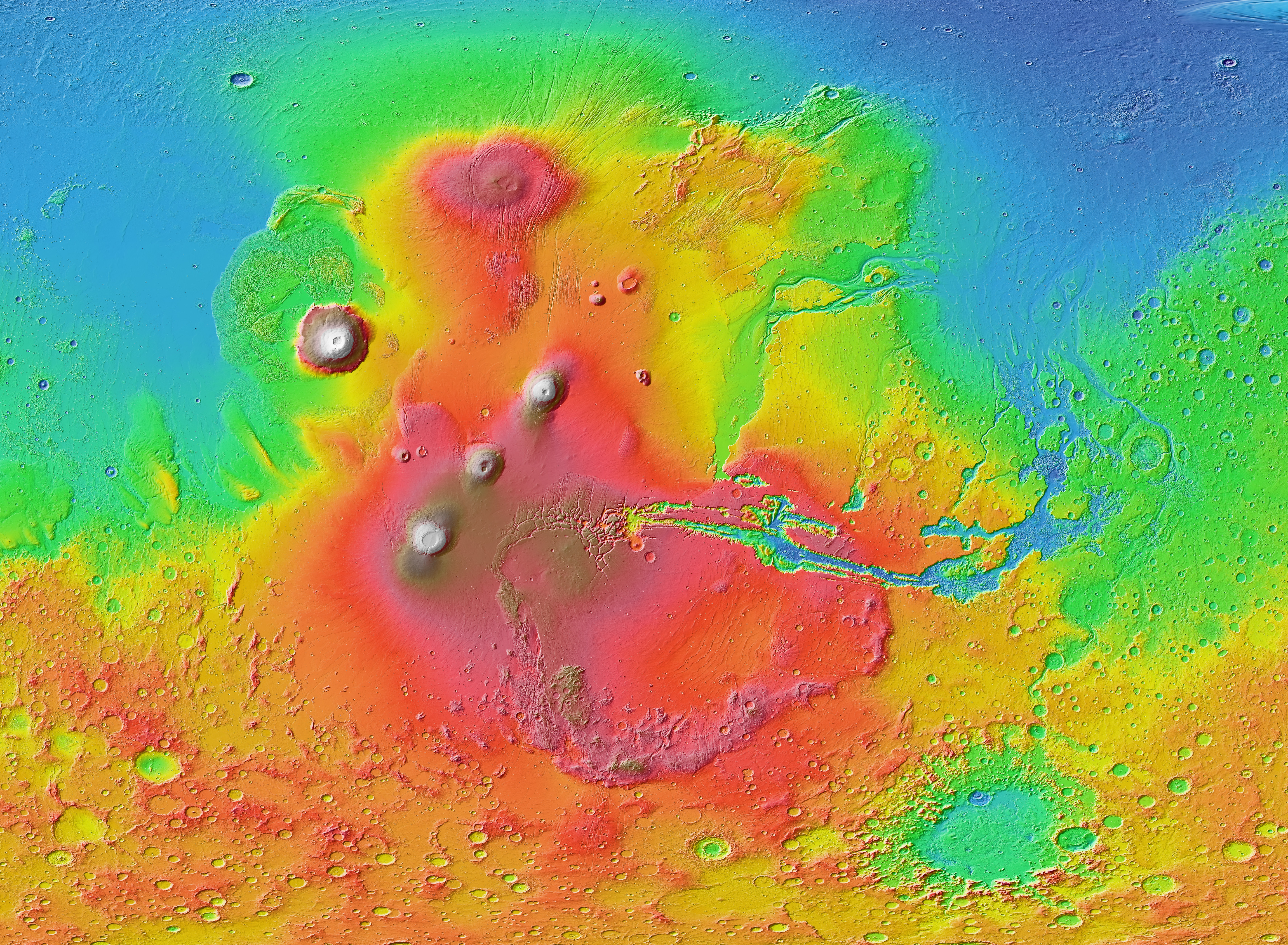
Кольорова топографічна мапа MOLA західної півкулі Марса, що зображує опуклість Тарсис (червоні та коричневі кольори). Вершини високих вулканів позначені білим кольором.

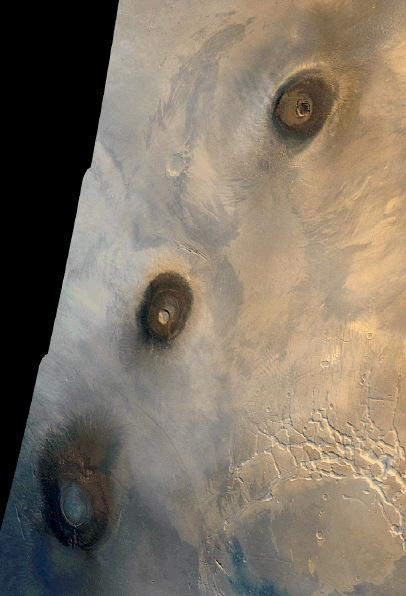
Знімок трьох гір Tharsis Montes, виконаний орбітальним апаратом «Вікінг»: Arsia Mons (внизу), Pavonis Mons (посередині) та Ascraeus Mons (вгорі)

Значну частину західної півкулі Марса займає гігантський вулканічно-тектонічний комплекс, відомий як провінція Тарсис, або опуклість Тарсис. Це неосяжне, підвищене утворення діаметром сягає тисяч кілометрів, і покриває до 25 % усієї поверхні планети Сягаючи в середньому від 7 до 10 км у висоту над датумом (марсіанським «рівнем моря»), Тарсис містить рельєф із найвищими висотами на планеті. Три величезні вулкани, Ascraeus Mons, Pavonis Mons та Arsia Mons, пролягають у напрямку північний схід — південний захід, вздовж самої опуклості. Широченний вулкан Alba Mons (раніше відомий як Alba Patera) займає північну частину регіону. Колосальний щитовий вулкан Olympus Mons розташований трохи збоку від основної опуклості, на західному краю провінції.
Утворена з численних поколінь лавових потоків та попелу, провінція Тарсис містить також деякі з наймолодших лавових потоків на Марсі, однак сама опуклість вважається дуже древньою. Геологічні ознаки свідчать про те, що більша частина маси Тарсиса була тут ще наприкінці Нойського періоду, близько 3.7 мільярда років тому. Опуклість Тарсис настільки масивна, що здійснює неймовірний тиск на літосферу планети, утворюючи гігантські тріщини (грабени та рифтові долини), що виникають під впливом сил розтягування та простягаються ледь не на півпланети. Маса Тарсиса могла колись навіть змінити напрямок осі обертання Марса, тим самим спричинивши зміну клімату.

### Tharsis Montes

Топографічна мапа, відцентрована на горі Олімп та горах Тарсиса.

Три гори — Tharsis Montes — є щитовими вулканами, розташованими поблизу екватора на 247° сх. д.. Усі вони в діаметрі сягають декількох сотень кілометрів, а за висотою варіюються від 14 до 18 км. Arsia Mons, найпівденніший вулкан з цієї групи, на вершині має кальдеру протяжністю 130 км та глибиною в 1.3 км. Pavonis Mons, середній вулкан, має дві накладені одна на одну кальдери, менша з яких у глибину сягає майже 5 км. Ascraeus mons на півночі має складний набір із взаємно накладених кальдер, та довгу історію вивержень, яка, як вважають, простежується протягом майже усієї історії планети.
Гори Tharsis Montes розташовані приблизно за 700 км одна від одної. Вони перебувають на досить чіткій осі північний схід-південний захід, яка становить об'єкт певного інтересу. Ceraunius Tholus та Uranius Mons перебувають на тій же осі північно-східного напрямку, а конуси виносу молодих лавових потоків на схилах усіх трьох гір Тарсиса мають однакову північно-східну — південно-західну орієнтацію. Ця лінія досить чітко позначає значну структурну деталь марсіанської поверхні, однак її походження залишається невідомим.

### Куполи та патери
На додачу до великих щитових вулканів, провінція Тарсис також містить багато менших вулканів, окреслюваних як куполи (tholi), а також патери (paterae). Куполи — це куполоподібні гори, схили яких є значно крутішими, аніж схили більших щитових вулканів Тарсиса. Їхні центральні кальдери мають також досить солідний розмір, якщо порівнювати їхні діаметри з діаметрами основи. Густота ударних кратерів на багатьох куполах свідчить про те, що вони є старшими за великі щитові вулкани, і сформувалися у час між пізнім Нойським та раннім Гесперійським періодами. Схили Керавнійського купола та купола Урана густо помережані каналами, які свідчать про те, що схили цих вулканів утворені із речовини, яка легко піддається ерозії, скажімо, попелу. Вік та морфологія таких куполів є досить вагомими ознаками того, що вони являють собою вершини старих щитових вулканів, похованих під товстелезним шаром молодших лавових потоків. За однією з оцінок, шар лави навколо куполів Тарсиса може сягати навіть 4 км у товщину.
Patera (мн. paterae) — це латинське слово, що позначає неглибокий кухоль для пиття (фіала). Цей термін застосовувався для означення певних хибно визначених кратерів із фестончастими краями, яких вчені розгледіли на перших знімках, отриманих космічними апаратами, та які пізніше виявилися великими вулканічними кальдерами. Менші патери в регіоні Тарсис морфологічно подібні до тих, що розташовані на вершинах куполів, от тільки вони не мають більших кальдер. Так само, як і куполи, патери Тарсиса, ймовірно, являють собою верхівки значно більших щитових вулканів, тепер вже похованих під шаром лави. Історично термін patera використовувався для позначення усього рельєфного масиву окремих вулканів на Марсі (напр., Alba Patera). 2007 року Міжнародний астрономічний союз (МАС) перевизначив терміни Alba Patera, Uranius Patera та Ulysses Patera, закріпивши за ними позначення лише центральних кальдер цих вулканів.

### Olympus Mons

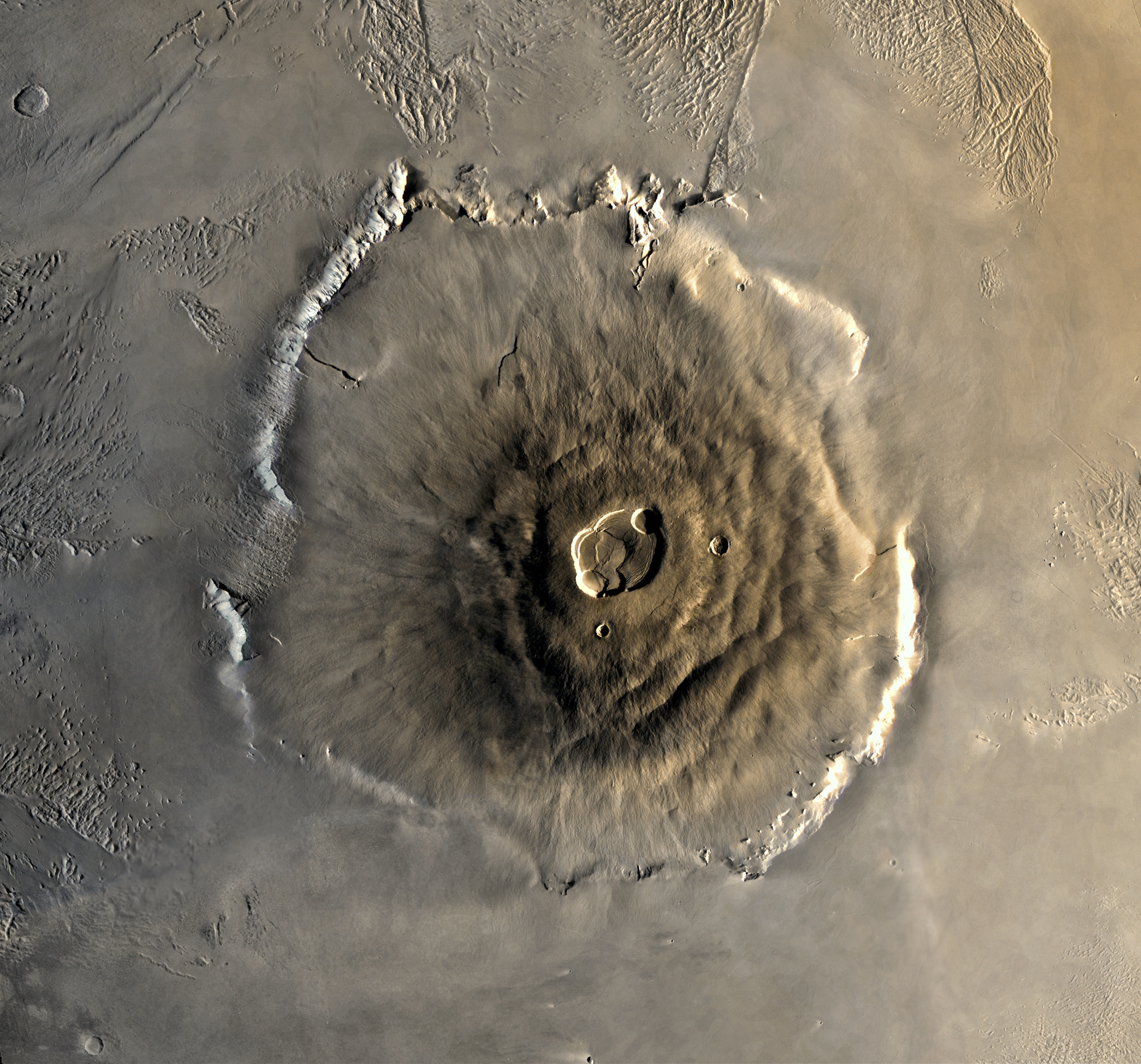
Ширококутний вид на ореол, ескарп та кальдеру вулкана Olympus Mons

Гора Олімп — це наймолодший та найвищий вулкан на Марсі. Він розташований за 1200 км на північний захід від Tharsis Montes, одразу ж за західною межею опуклості Тарсис. Його вершина перебуває на висоті 21 км над датумом (марсіанським «рівнем моря»), і має центральний комплекс кальдер, що складається із шести кальдер, що взаємно накладаються одна на одну та разом утворюють заглибину розміром 72 x 91 км та глибиною 3.2 км. Як щитовий вулкан, гора має надзвичайно низький профіль із пологими схилами, нахил яких варіюється від 4 до 5 градусів. Вулкан утворився із багатьох тисяч окремих потоків надзвичайно текучої лави. Нерегулярний ескарп, місцями 8 км у висоту, — розташований при основі вулкана, утворюючи своєрідний п'єдестал, на якому й лежить вулкан. У різних місцях навколо вулкана можна побачити, що неймовірної величини лавові потоки простягаються у навколишні рівнини, ховаючи під собою ескарп. На знімках середньої роздільної здатності (100 м/піксель) поверхня вулкана має чітку радіальну текстуру, якою вулкан завдячує незліченним лавовим потокам та запрудженим лавовим тунелям, які й викарбували його схили.

### Alba Mons

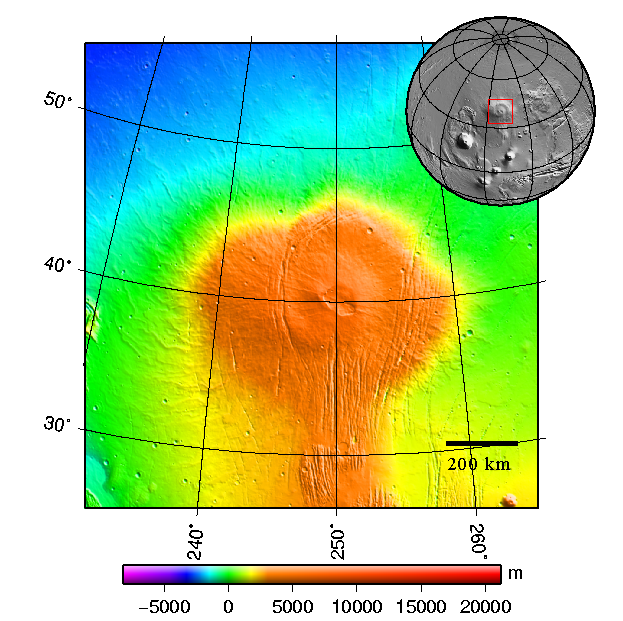
Кольорові мапи на основі даних MOLA, які відображають розташування вулкана Alba Mons

Вулкан Alba Mons, розташований у північній частині провінції Тарсис — це унікальне вулканічне утворення, що не має собі подібних ані на Землі, ані деінде на Марсі. Схили вулкана мають надзвичайно низький профіль та характеризуються масштабними лавовими потоками та каналами. Середній нахил схилів Alba Mons становить лише близько 0,5°, а це в п'ять разів менше, ніж у схилів інших вулканів Тарсиса. Вулкан має центральну гору шириною 350 км та висотою 1.5 км, на вершині якої розташований комплекс із двох кальдер. Центральну гору оперізує неповне кільце тріщин. Лавові потоки, виникнення яких пов'язане з цим вулканом, можна простежити аж до 61° пн. ш. на півночі, та до 26° пн. ш. на півдні. Якщо до площі вулкана включити й площу цих неозорих лавових полів, то його протяжність буде неймовірною — 2000 км у напрямку північ-південь, та 3000 км у напрямку схід-захід, що робить його одним із найбільших за площею вулканічних утворень у Сонячній системі. Більшість геологічних моделей дозволяють припускати, що Alba Mons утворений із надзвичайно текучих базальтових лавових потоків, однак окремі дослідники виявили ймовірні пірокластичні відкладення на схилах вулкана. Оскільки вулкан Alba Mons розташований у точці планети, протилежній до ударного басейну Hellas, деякі дослідники висловили думку, що утворення вулкана може бути пов'язаним із ослабленням кори внаслідок падіння космічного тіла, в результаті якого утворився басейн Hellas, і яке могло запустити потужні сейсмічні хвилі, що сфокусувалися у протилежній точці на поверхні планети — саме там, де й утворився вулкан.

## Вулканічна провінція Елізій

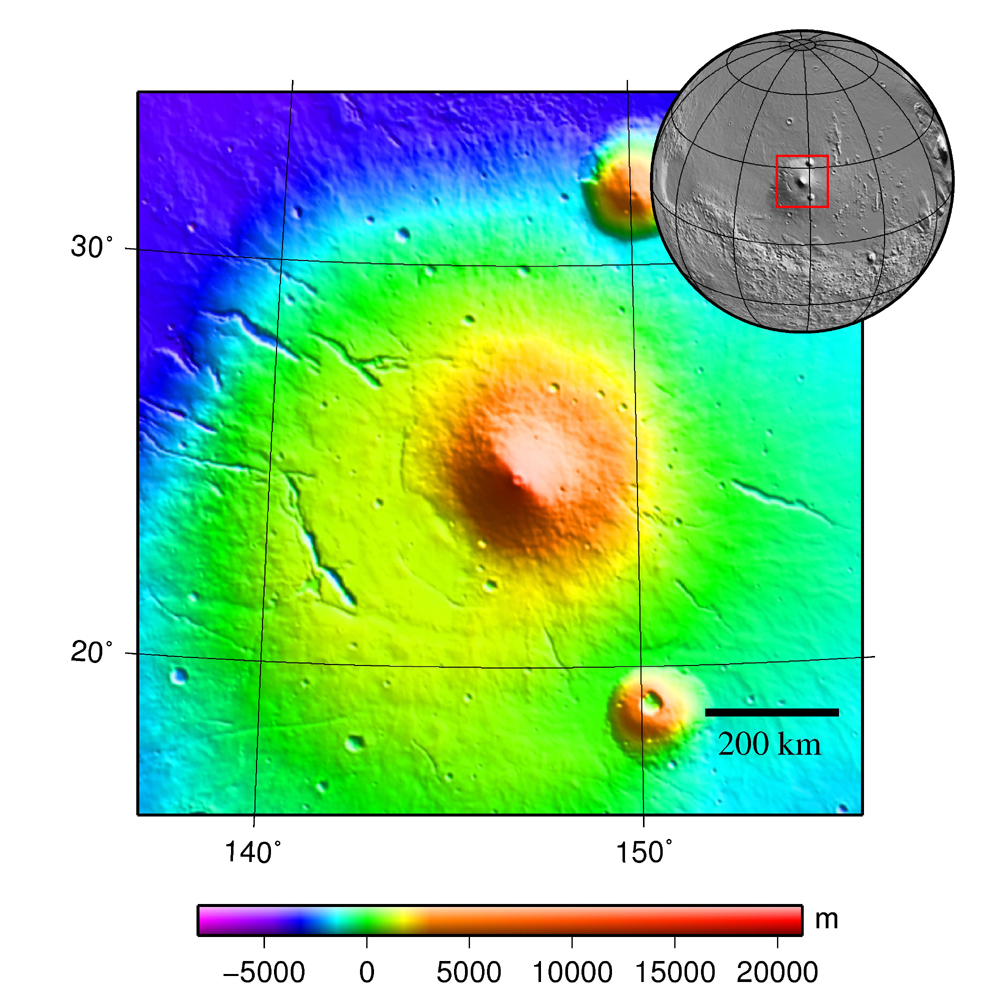
Вигляд провінції Елізій на мапі MOLA. Гора Елізій розташована в центрі. Купол Альбор та купол Гекати — внизу та вгорі, відповідно.

Менший вулканічний кратер розташований за декілька тисяч кілометрів на захід від Тарсиса у провінції Елізій. Вулканічний комплекс Елізій сягає 2 000 кілометрів у діаметрі та складається із трьох головних вулканів — Elysium Mons, Hecates Tholus, та Albor Tholus. Північно-західний край провінції характеризується великими каналами (Granicus та Tinjar Valles), що виникають із декількох грабенів на схилах Elysium Mons. Ці грабени могли утворитися із підповерхневих дайок. Ці дайки, ймовірно, розламали кріосферу, тим самим звільнивши гігантські об'єми ґрунтових вод, під дією яких і утворилися канали. З каналами асоціюються також дуже поширені тут осадові відкладення, які могли утворитися із селей чи лахарів. Група вулканів Елізія вважається дещо відмінною від вулканів Tharsis Montes, оскільки в процесах формування вулканів Елізія брали участь як лава, так і пірокласти.
Elysium Mons є найвищою вулканічною горою в цій провінції. Вона сягає 375 км у діаметрі (правда, це залежить від того, що вважати основою вулкана) та 14 км у висоту. Вулкан має єдину, просту кальдеру на вершині, ширина якої становить 14 км, а глибина — 100 м. Вулкан у профіль має чітку конічну форму, через що дехто його називає стратоконусом; однак, зважаючи на переважно низькі схили, він є, найімовірніше, щитовим вулканом. За об'ємом Elysium Mons сягає всього лиш однієї п'ятої від об'єму Arsia Mons.
Hecates Tholus сягає 180 км у діаметрі та 4.8 км у висоту. Схили вулкана сильно порізані каналами, що дозволяє припускати, що вулкан утворений з речовини, яка легко піддається ерозії — такої, як вулканічний попіл. Походження каналів невідоме; їхнє походження приписували лавовим потокам, потокам попелу, або навіть водним потокам, утвореним внаслідок танення снігу, чи дощу. Albor Tholus, найпівденніший із вулканів Елізія, сягає 150 км у діаметрі та 4.1 км у висоту. Його схили є рівнішими, і не такі помережані кратерами, як схили інших вулканів провінції.

## Syrtis Major
Syrtis Major Planum — це масштабний щитовий вулкан гесперійського періоду, розташований у межах деталі альбедо із тією ж назвою. Діаметр вулкана становить близько 1200 км, а висота — всього лиш 2 км. Вулкан має дві кальдери — Meroe Patera та Nili Patera. Дослідження, що включали вивчення регіонального гравітаційного поля, свідчать про існування під поверхнею вулкана вже застиглої магматичної комори товщиною щонайменше у 5 км. Syrtis Major становить значний інтерес для геологів, оскільки орбітальні космічні апарати виявили у цій місцевості дацит та граніт. Ці мінерали є породами, багатими на кремній, і кристалізуються із магми, що значно більш хімічно еволюціонувала та є більш диференційованою, аніж базальтова магма. Вони можуть утворюватися у верхній частині магматичної комори після того, як на її дні осідають важкі мінерали, такі як олівін та піроксени (ті, що містять залізо та магній).  Дацит та граніт дуже поширені на Землі, однак рідкісні на Марсі.

## Arabia Terra
Arabia Terra — це великий високогірний регіон на півночі Марса, розташований переважно в квадранглі Arabia. Декілька кратерів нерегулярної форми, знайдених в межах цього регіону, репрезентують тип високогірного вулканічного утворення, яке, загалом, являє собою марсіанську вулканічну провінцію. Низькорельєфні патери в цьому регіоні мають низку геоморфологічних деталей, зокрема — ознаки структурного колапсу, експансивного вулканізму та вибухових вивержень, які є типовими для земних супервулканів. Таємничі височини, посічені кряжами, могли утворитися із лавових потоків, породжених активним вулканізмом у цьому регіоні.

## Верховинні патери

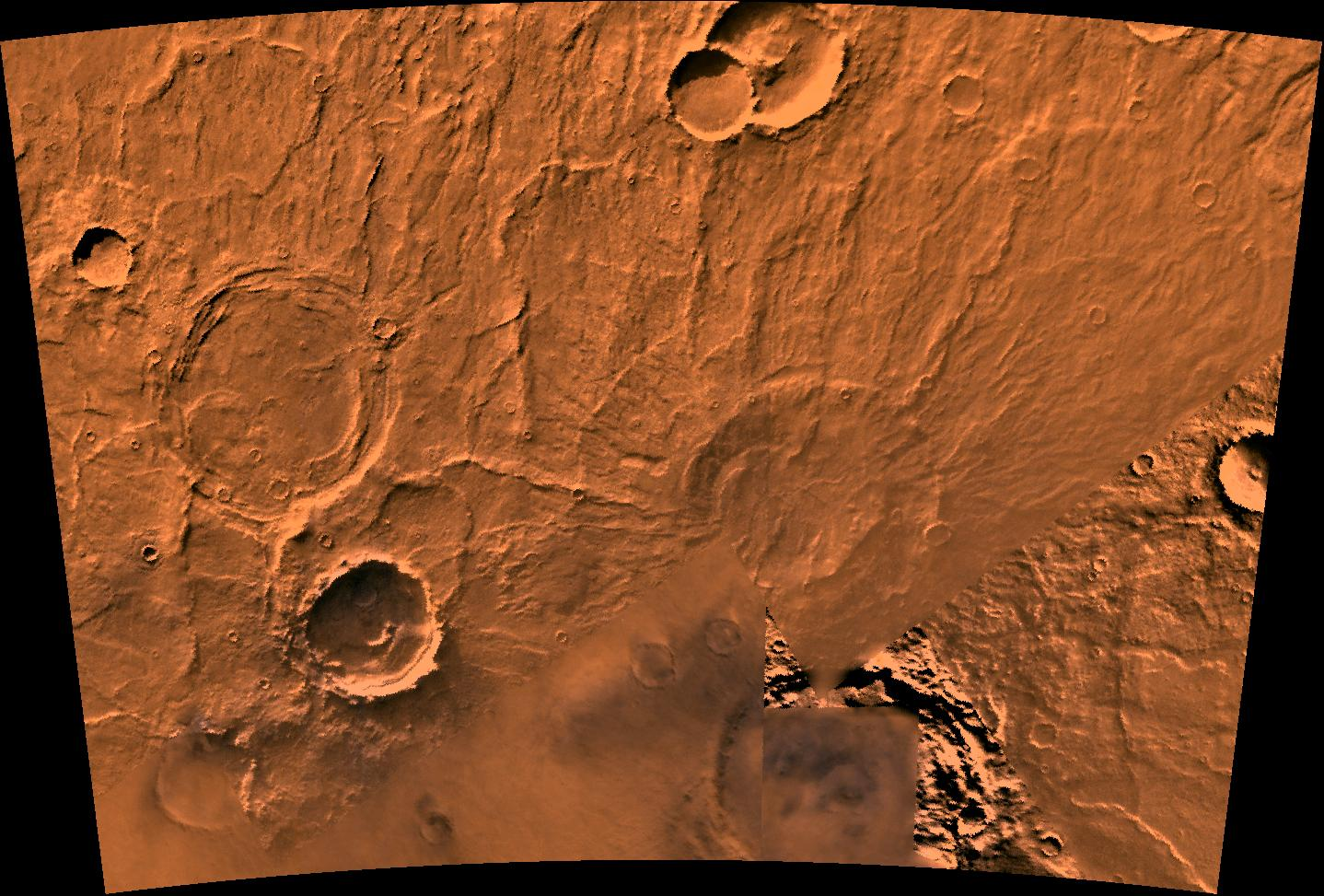
Вид на Peneus Patera (зліва) та Amphitrites Patera (справа) з орбітального апарата «Вікінг». Обидві патери є вершинами древніх вулканічних гір, розташованих на південний захід від ударного басейну Hellas.

У південній півкулі, особливо поблизу ударного басейну Hellas, є декілька вулканічних утворень, що перебувають приблизно на тому ж рівні, що й решта рельєфу, і називаються верховинними патерами. Ці вулкани є представниками найстаріших вулканічних гір, які все ще можна ідентифікувати на Марсі. Вони характеризуються тим, що мають надзвичайно низький профіль із сильно еродованими кряжами та каналами, що променями відходять від дуже поруйнованого центрального комплексу кальдер. До таких патер належать Hadriaca Patera, Amphitrites Patera, Tyrrhena Patera, Peneus Patera та Pityusa Patera. Геоморфологічні ознаки свідчать про те, що верховинні патери утворилися із комбінації лавових потоків та пірокластичних порід, що виникли внаслідок взаємодії магми з водою. Деякі дослідники припускають, що розташування верховинних патер можна пояснити виникненням глибинних тріщин внаслідок зіткнення з великим космічним тілом після якого з'явився басейн Hellas. Ці тріщини могли прокласти для магми шлях до поверхні планети. Хоча ці утворення й не дуже високі, деякі з цих патер, все ж, покривають значну площу — патера Амфітріти, скажімо, займає більшу площу ніж Olympus Mons.

## Вулканічні рівнини
Вулканічні рівнини поширені на Марсі. Зазвичай розрізняють два типи таких рівнин: рівнини, на яких поширені деталі рельєфу, утворені з лавових потоків, та рівнини, де такі деталі загалом відсутні, однак наявні інші ознаки їхнього вулканічного походження. Рівнини з великою кількістю лавових потоків зустрічаються в межах та навколо великих вулканічних провінцій Tharsis та Elysium. До потокових деталей належать як площинні поверхневі, так і трубчасті чи каналоподібні потокові морфології. Площинні поверхневі потоки утворюють складні лопатеподібні потокові утворення, що взаємно перекриваються, і можуть простягатися на багато сотень кілометрів від свого джерела. Потоки лави можуть формувати лавові тунелі, коли верхній відкритий шар лави застигає та твердне, утворюючи своєрідне перекриття, тоді як лава під ним продовжує рухатися. Часто буває так, що після того, як лава покидає такий тунель, його «дах» провалюється всередину, внаслідок чого утворюється канал або лінія ерозійних кратерів (catena).
Незвичний тип потокових утворень зустрічається на рівнинах Cerberus на південь від Elysium, а також в області Amazonis. Ці потоки мають ламану пластинчасту структуру, що складається з темних кілометрових плит, наче вправлених у світлу матрицю. Такий вигляд приписують плавучим шматкам затверділої лави, що свого часу пливли по поверхні потоку все ще розплавленої магми. За іншою версією, ці ламані пластини на поверхні репрезентують дрейф льоду, що утворився на поверхні моря, яке виникло в цій місцевості внаслідок масивного напливу підземних вод із області Cerberus Fossae.
Другий тип вулканічних рівнин (кряжисті рівнини) характеризуються великою кількістю гряд. Деталі рельєфу, притаманні для вулканічних потоків, тут трапляються рідко або й повністю відсутні. Кряжисті рівнини вважаються регіонами екстенсивного трапового магматизму, за аналогією до місячних морів. Загальна площа таких рівнин становить близько 30 % поверхні Марса, а найбільш вираженими рівнинами такого типу є Lunae, Hesperia, та Malea Plana, а також на них можна натрапити в багатьох місцях північних низовин Марса. Всі кряжисті рівнини походять з гесперійського періоду і репрезентують різновид вулканізму, який протягом того періоду переважав у глобальному масштабі. Гесперійський період отримав свою назву від кряжистих рівнин у Hesperia Planum.

## Потенційний поточний вулканізм

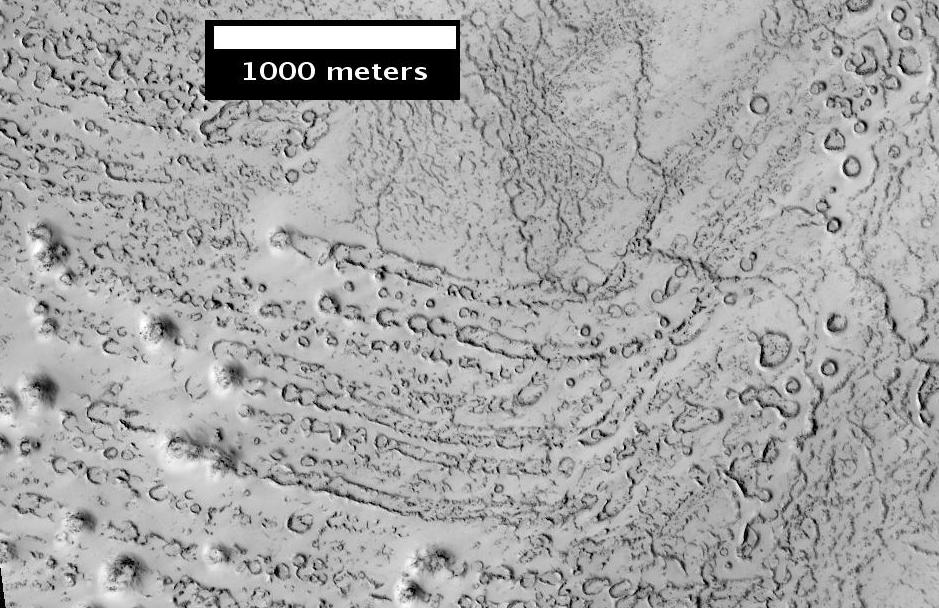
Знімок ймовірних псевдократерів на сході провінції Elysium, виконаний камерою HiRISE. Ланцюжки таких кілець вважаються такими, що утворилися внаслідок парових вибухів, коли лава рухалася крізь шари поверхні, багаті на водний лід.

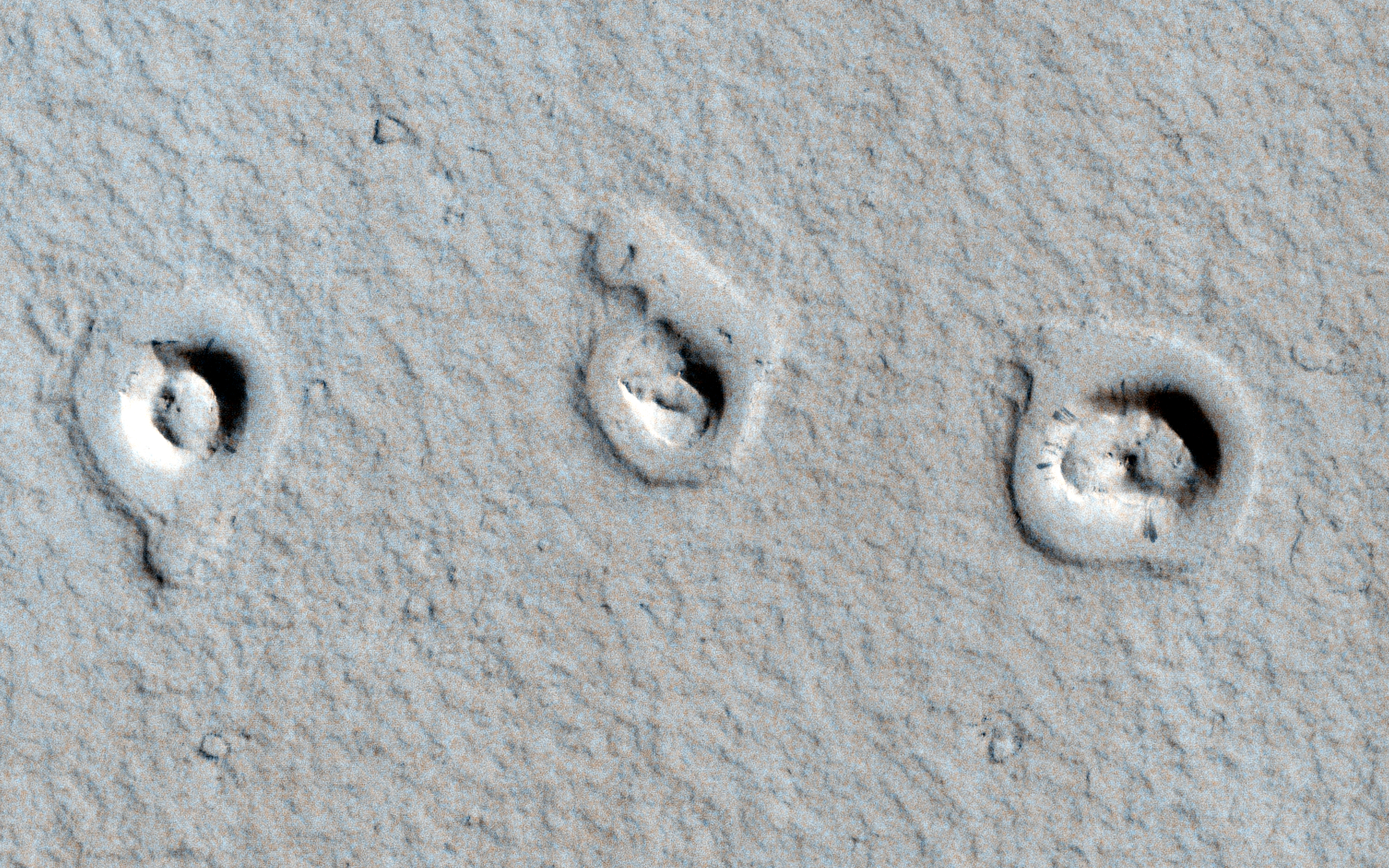
Псевдократери на Марсі, утворені внаслідок взаємодії лави та води (MRO, 4 січня 2013 р.)

Науковці ще жодного разу не зафіксували активного вулканічного виверження на поверхні Марса; більш того, пошуки термальних маркерів та змін на поверхні протягом останнього десятка років не принесли ніяких позитивних результатів для підтвердження активного вулканізму.
Однак орбітальний апарат Європейського космічного агентства Mars Express зробив знімки лавових потоків, які в 2004 році розцінили як такі, що з'явилися на поверхні в межах останніх двох мільйонів років, що свідчить про порівняно недавню геологічну активність. Нові результати досліджень за 2011 рік дозволяють стверджувати, що наймолодші лавові потоки з'явилися на поверхні протягом всього лиш декількох останніх десятків мільйонів років. Автори вважають, що такий вік ще дозволяє припускати, що вулканічна активність на Марсі можлива й тепер.

### Вулкани та лід
Вважається, що під поверхнею Марса перебувають значні поклади водного льоду. Взаємодія цього льоду з розплавленими породами може утворювати характерні форми рельєфу. На Землі, коли гаряча вулканічна речовина контактує з поверхневим льодом, утворюється значна кількість рідкої води з брудом, яка тече вниз по схилу з катастрофічною швидкістю, утворюючи масивні грязьокам'яні потоки (лахари). Лава, що протікає крізь насичені водою шари породи, може спричинити раптові виверження цієї води у формі парового вибуху (див. фреатичне виверження), утворюючи невеличкі вулканоподібні форми рельєфу, що звуться псевдократерами. Деталі рельєфу, що візуально нагадують земні псевдократери, можна побачити на рівнинах Elysium, Amazonis, Isidis та Chryse Planitiae. Крім того, фреатомагматизм утворює туфові кільця або туфові конуси на Землі, тому очікується, що такі форми рельєфу мають бути й на Марсі. Припускалося, що вони можуть існувати в регіоні Nepenthes/Amenthes, тому саме в цій місцевості вивчають псевдократери з метою визначити їхнє походження. Врешті-решт, коли виверження вулкана відбувається під льодяним покровом, утворюються характерні форми рельєфу на подобу столових гір, і звуться вони туйями. Деякі дослідники стверджують, що геоморфологічні ознаки свідчать про те, що чимало внутрішніх нашарувань відкладень у Valles Marineris можуть бути марсіанськими відповідниками туй.

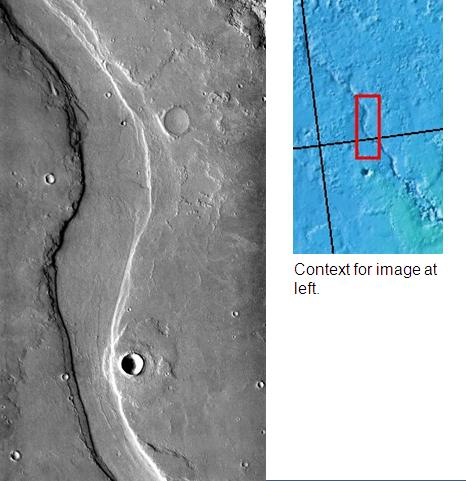
Знімок Hrad Vallis, виконаний камерою THEMIS. Ця долина могла утворитися тоді, коли виверження у вулканічному комплексі Elysium Mons розтопили поверхневий чи підповерхневий лід.

## Тектонічні межі
На Марсі були виявлені тектонічні межі. Долини Марінера — це тектонічна межа, що зміщується горизонтально, та ділить дві великі часткові або повні тектонічні плити Марса. Останні отримані дані дозволяють припускати, що Марс є геологічно активним, і ця активність проявляється, приблизно, кожен мільйон років, хоча є й інші версії

. Були й попередні ознаки геологічної активності на Марсі. Mars Global Surveyor (MGS) виявив смуги магнітних аномалій в корі Марса, особливо помітні в квадранглах Phaethontis та Eridania. Магнітометр на MGS виявив смуги намагніченої кори шириною в 100 км, що простягаються на 2000 км та розташовані приблизно паралельно одна до одної. Ці смуги чергуються між собою за полярністю таким чином, що північний магнітний полюс одного вказує вгору від поверхні, а північний магнітний полюс іншого вказує вниз. Коли подібні смуги були виявлені на Землі в 1960-х, їх сприйняли за ознаку тектоніки плит. Однак між смугами магнітних аномалій на Землі та на Марсі є певні відмінності. Марсіанські смуги ширші, набагато більш намагнічені, і, схоже, не походять із середньої зони поширення в корі. Оскільки вік місцевості зі смугами магнітних аномалій становить близько 4 мільярдів років, вважається, що глобальне магнітне поле проіснувало лише перших декілька сотень мільйонів років після утворення планети. На той час температура розплавленого заліза в ядрі планети могла бути достатньо високою для того, щоб перетворити цю суміш на магнітний генератор. Молодші породи не мають ніяких таких смуг.
Коли розплавлені породи, що містять магнітні речовини, такі як гематит (Fe203), остигають та тверднуть в присутності магнітного поля, вони стають намагніченими і отримують полярність фонового магнітного поля. Цей магнетизм втрачається лише коли такі породи послідовно нагріваються до температури, вищої за значення К'юрі, яке становить 770 °C для чистого заліза, але нижчої для оксидів, таких як гематит (приблизно 650 °C) чи магнетит (приблизно 580 °C). Магнетизм, що залишається в породах, є своєрідним записом магнітного поля, яке існувало тут тоді, коли ці породи остигали.

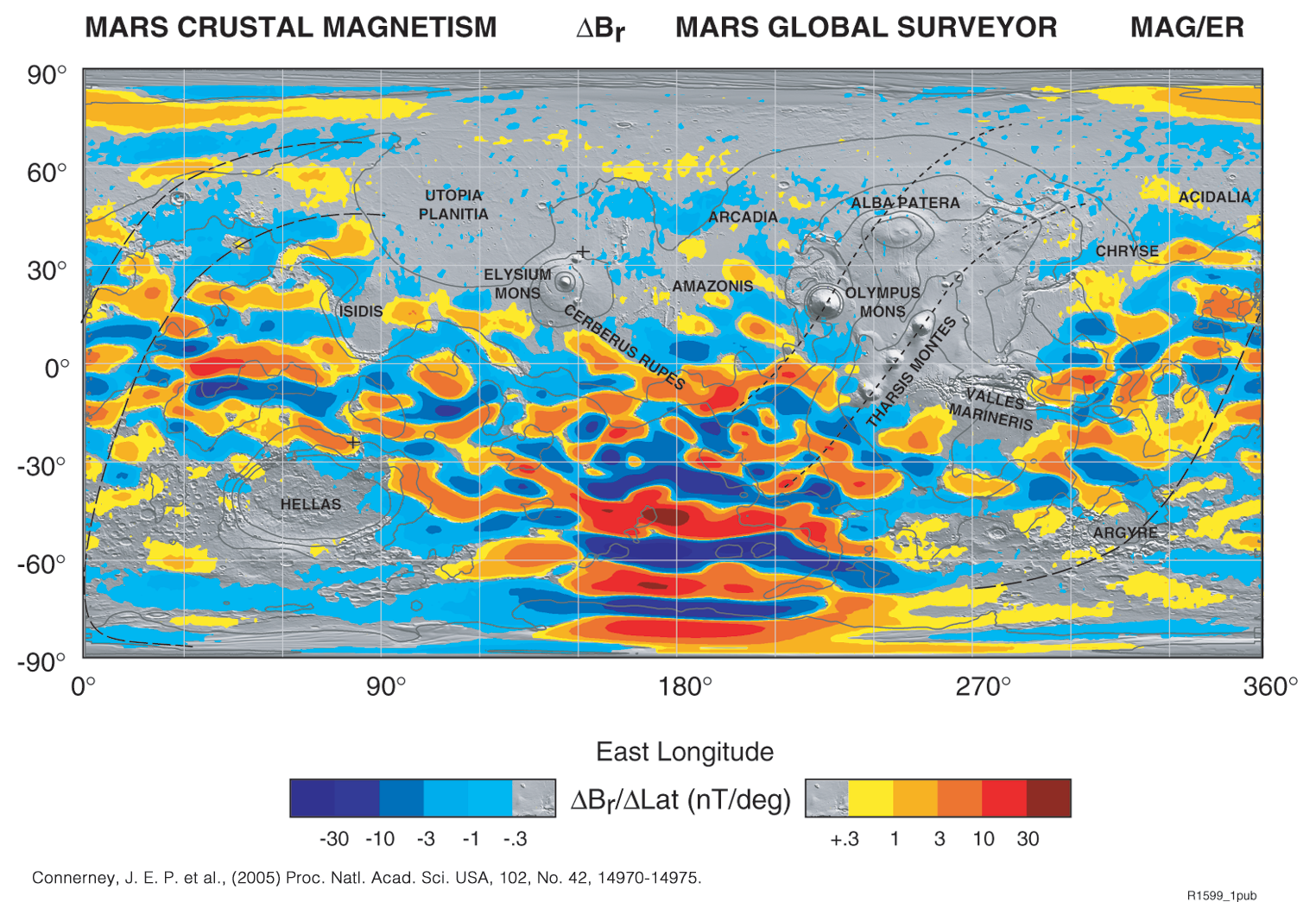
Магнетизм кори Марса

Вулканічні деталі Марса можна порівняти з геологічними гарячими точками на Землі. Pavonis Mons — це центральний із трьох вулканів (відомі під спільною назвою Tharsis Montes) на опуклості Тарсис поблизу екватора планети Марс. Іншими двома вулканами Тарсиса є Ascraeus Mons та Arsia Mons. Ці три вулкани Tharsis Montes, разом з деякими іншими, меншими вулканами, розташованими північніше, утворюють пряму лінію. Таке розташування дозволяє припускати, що вони утворилися в результаті тектонічного руху кори над гарячою точкою. Подібне розташування можна помітити й на Землі, в Тихому океані, — ним є Гавайські острови. Гавайські острови утворюють пряму лінію, з наймолодшим островом на півдні та найстаршим на півночі. Тож науковці вважають, що плити рухаються, тоді як стаціонарний плюм гарячої магми піднімається та проштовхується крізь кору, тим самим утворюючи вулканічні гори. Однак найбільший вулкан на планеті, Olympus Mons, як вважається, сформувався тоді, коли плити були нерухомі. Olympus Mons міг утворитися одразу ж після того, як припинився рух плит. Вік мореподібних рівнин на Марсі становить приблизно від 3 до 3.5 мільярда років. Гігантські щитові вулкани є молодшими, утвореними від 1 до 2 мільярдів років тому. За деякими підрахунками, вік Olympus Mons може становити всього лиш 200 мільйонів років.
Норман Г. Сліп, професор геофізики зі Стенфордського університету, описав яким чином три вулкани, що утворюють пряму лінію вздовж хребта Тарсис, можуть виявитися згаслими острівними дуговими вулканами на кшталт японської острівної дуги.

## Новітні відкриття
У березні 2024 року, в ході 55-ї конференції з місячних та планетарних наук, яка відбулася у Вудлендсі, штат Техас (США), було оголошено про відкриття нового вулкана на Марсі, який назвали Ноктіс. Нововідкритий вулкан висотою 9022 м розташований на межі знаменитого Лабіринту ночі та Долини Марінера, а поблизу знаходяться ще три вулканічні утворення: Гора Аскірійська, Гора Павліна та Гора Арсія. 